# Phoumi Vongvichit
Phoumi Vongvichit (Xhieng Khuang, 6 april 1909 - Vientiane, 7 januari 1994) was een Laotiaans communistisch staatsman. Hij was afkomstig uit een voornaam patriciërsgeslacht. Zijn vader was werkzaam bij de administratie van Laos. Phoumi Vongvichit volgde een opleiding aan een koloniale hogeschool en was daarna burgemeester van Xhieng Khuang (1939) en van Vientiane (1940-1945). Daarna was hij van 1945 tot 1946 gouverneur van de provincie Hua Phan. 
Na de Japanse capitulatie sloot hij zich aan bij de Lao Issara ('Vrij Laos') beweging, dat naar onafhankelijkheid streefde. In 1949 werd de Lao Issara-beweging gedwongen om uit te wijken naar Thailand. In 1950 sloot hij zich aan bij de radicale factie van prins Souphanouvong. In 1955 werd deze factie een onafhankelijke bevrijdingsbeweging onder de naam Pathet Lao. In datzelfde jaar onderhandelde hij over een mogelijke coalitieregering met de koninklijke Laotiaanse regering (Laos was sinds 1954 onafhankelijk). Hij werd hij tevens secretaris-generaal van de Laotiaanse Volkspartij, de civiele vleugel van de Pathet Lao. 
De onderhandelingen leidden tot de in 1956 gesloten Akkoorden van Vientiane, deze voorzagen weer in een coalitieregering tussen neutralisten en de Pathet Lao. Phoumi Vongvichit was minister van Religie en Schone Kunsten in de Eerste Coalitieregering. In 1958 werd hij voor Luang Prabang in de volksvertegenwoordiging gekozen. In datzelfde jaar viel de coalitieregering en werden de Pathet Lao-ministers, incl. Phoumi in hechtenis genomen. In mei 1960 wist hij samen met Souphanouvong uit de gevangenis te ontsnappen, waarna zij zich in de door de Pathet Lao bezette noordelijke provincies ophielden en vandaar het communistisch verzet tegen de regering leidden.
Van 1962 tot 1964 was hij minister Informatie, Propaganda en Toerisme. Na het uiteenvallen van deze Tweede Coalitieregering vertrok hij opnieuw naar de door de Pathet Lao bezette gebieden.In de Derde, in 1974 gevormde Coalitieregering was hij vicepremier en minister van Buitenlandse Zaken. Na het uitroepen van de Democratische Volksrepubliek Laos in 1975 werd hij tweede vicepremier, minister van Educatie, Sport en Religieuze Zaken. Tevens werd hij lid van het politbureau van de Laotiaanse Revolutionaire Volkspartij (communistisch) en van het Laotiaans Patriottisch Front. In 1986 werd hij waarnemend president van de republiek voor de zieke Souphanouvong. Hij overleed in 1994.